# Martisserre
Martisserre (em occitano:  Martissèrra) é uma comuna francesa na região administrativa da Occitânia, no departamento do Alto Garona. Estende-se por uma área de 6.17 km², com 64 habitantes, segundo o censo de 2018, com uma densidade de 10 hab/km².